# Obojętność elektryczna
Obojętność elektryczna - stan, w którym dodatnie i ujemne ładunki ciała fizycznego, równoważą się. Oznacza to, że ładunków dodatnich jest dokładnie tyle samo, ile ujemnych. 